# Laiyangosaurus
Laiyangosaurus ("ještěr z údolí Laiyang") byl rodem hadrosauridního býložravého dinosaura z tribu Edmontosaurini, žijícího v období pozdní křídy na území dnešní Číny (provincie Šan-tung, souvrství Jingkankou a souvrství Wang-ši). Typový druh L. youngi byl formálně popsán roku 2017.

## Popis
Tento středně velký hadrosaurid dosahoval délky kolem 8 metrů a hmotnosti zhruba 2,5 tuny. Stejně jako jeho příbuzní byl pravděpodobně stádním býložravcem, živícím se rostlinami (kapradinami, jehličinami, cykasy, jinany, blahočety apod.) rostoucími zhruba do výšky 4 metrů.

## Zařazení
Tento hadrosauridní dinosaurus byl zástupcem podčeledi Saurolophinae a tribu Edmontosaurini. Byly objeveny fosilie jeho lebky a zubů, které umožnily určit jej jako nový druh. Mezi jeho blízké příbuzné patřily podle fylogenetické analýzy rody Kamuysaurus, Kerberosaurus, Kundurosaurus, Shantungosaurus a Edmontosaurus. Byl tak zástupcem tribu Edmontosaurini, skupiny vývojově vyspělých hadrosauridů z pozdní svrchní křídy severní polokoule.